# Saint-Loup-Lamairé
Saint-Loup-Lamairé is een gemeente in het Franse departement Deux-Sèvres (regio Nouvelle-Aquitaine) en telt 1001 inwoners (1999). De plaats maakt deel uit van het arrondissement Parthenay.

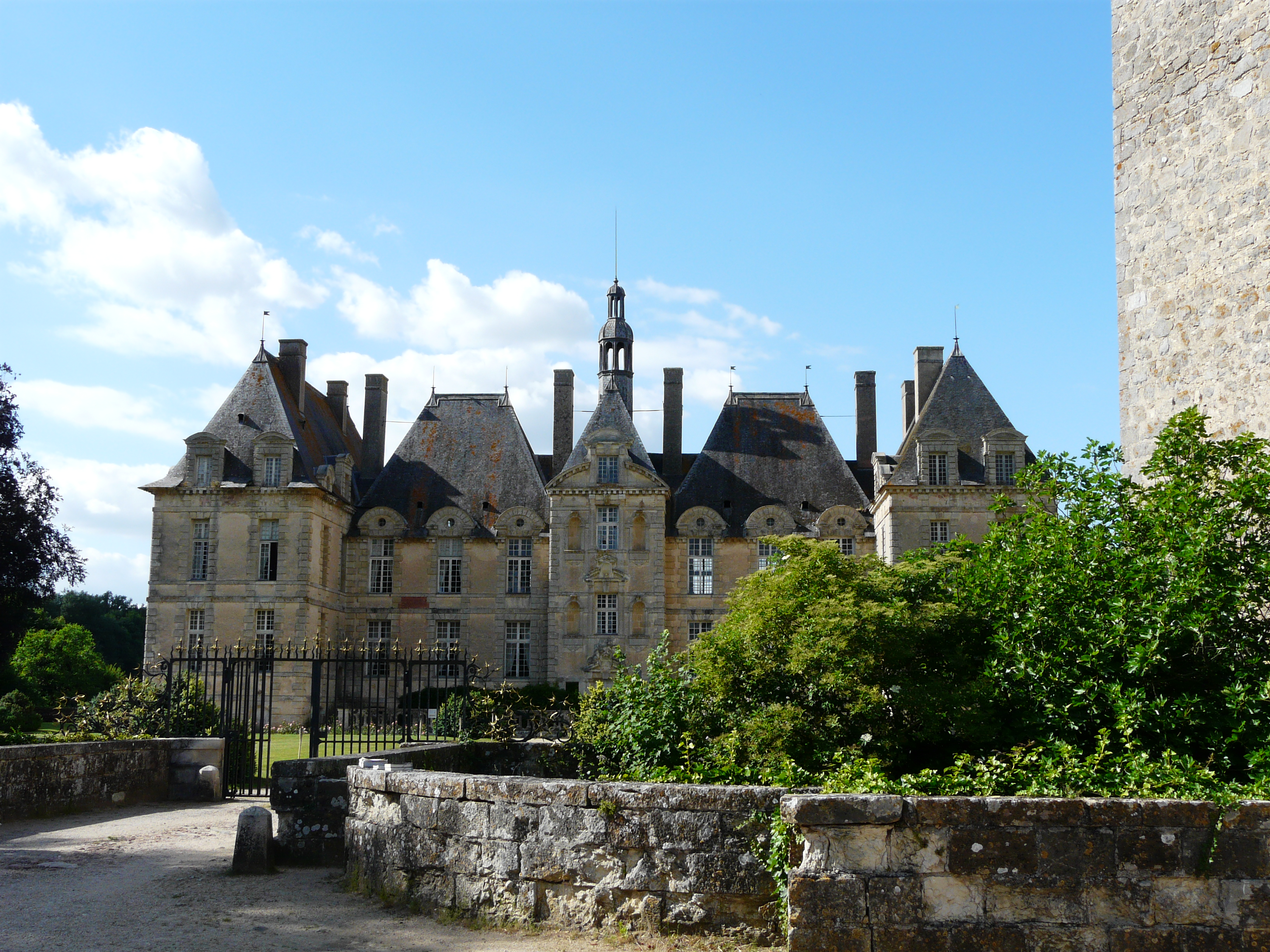
Kasteel in Saint-Loup-Lamairé (in de voormalige gemeente Saint-Loup-sur-Thouet)
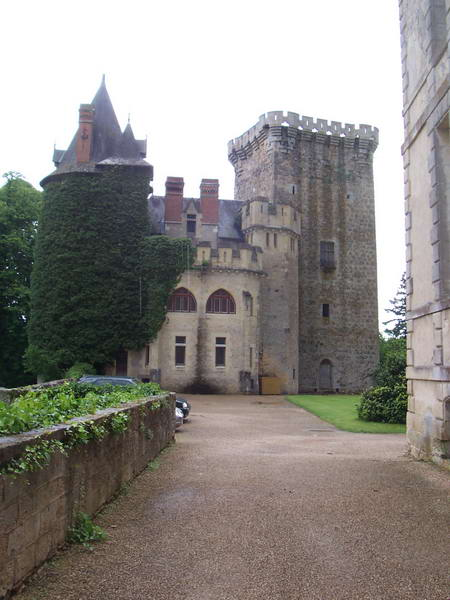
Kasteel
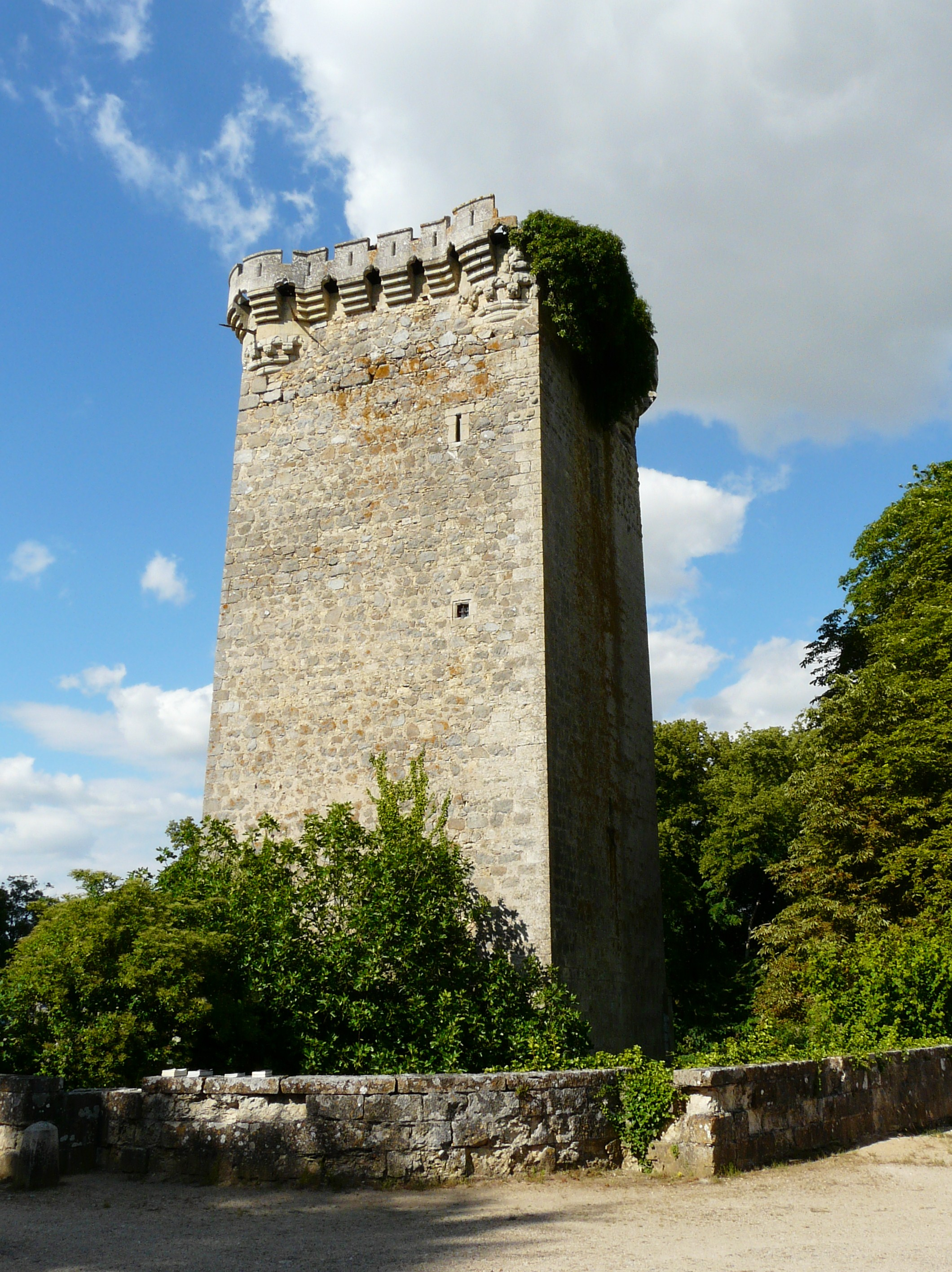
Donjon van het kasteel

## Geografie
De oppervlakte van Saint-Loup-Lamairé bedraagt 22,0 km², de bevolkingsdichtheid is 45,5 inwoners per km².
De onderstaande kaart toont de ligging van Saint-Loup-Lamairé met de belangrijkste infrastructuur en aangrenzende gemeenten.

## Demografie
Onderstaande figuur toont het verloop van het inwonertal (bron: INSEE-tellingen).

1. ↑  Populations de référence 2022.